# La Crau
La Crau – miejscowość i gmina we Francji, w regionie Prowansja-Alpy-Lazurowe Wybrzeże, w departamencie Var.
Według danych na rok 1990 gminę zamieszkiwało 11 257 osób, a gęstość zaludnienia wynosiła 297 osób/km² (wśród 963 gmin regionu Prowansja-Alpy-W. Lazurowe Crau plasuje się na 58. miejscu pod względem liczby ludności, natomiast pod względem powierzchni na miejscu 233.).